# Hydractinia hayamaensis
Hydractinia hayamaensis är en nässeldjursart som beskrevs av Hirohito 1988. Hydractinia hayamaensis ingår i släktet Hydractinia och familjen Hydractiniidae. Inga underarter finns listade i Catalogue of Life.